# John Valentine Carruthers
John Valentine Carruthers (Wortley, 1958) è un musicista britannico.
John Valentine Carruthers, nato nel 1958 a Wortley, South Yorkshire, è un musicista, chitarrista e compositore inglese. Ha suonato con i Clock DVA nei primi anni '80, poi è diventato chitarrista di Siouxsie and the Banshees nel maggio 1984.
Con i Banshees ha inciso l'EP The Thorn (1984), Tinderbox (1986) e Through the Looking Glass (1987). Ha lasciato il gruppo nel gennaio 1987.